# Mesone rho
Il mesone rho ({\displaystyle \rho }) appartiene alla classe dei bosoni vettore leggeri e può essere prodotto nelle collisioni tra particelle. Questo mesone esiste in natura in tre forme, con masse pressoché uguali di circa 776 MeV, ed esse formano un tripletto di isospin: {\displaystyle \rho ^{0}}, {\displaystyle \rho ^{+}} e {\displaystyle \rho ^{-}}.
Il mesone {\displaystyle \rho } è una risonanza a bassa energia, la larghezza {\displaystyle \Gamma } di questo stato è di circa 150 MeV il che corrisponde a una vita media di circa 4 × {\displaystyle 10^{-24}} secondi e tutto questo fa sì che questi valori siano relativi ai processi regolati dall'interazione forte (forza nucleare forte). Queste particelle sono interpretate come stati legati di un quark e un antiquark e hanno un momento angolare totale J uguale a uno e parità negativa.

## Tabella dei mesoni rho
| Particella | Simbolo | Antiparticella | composizione                                                          | Massa a riposo MeV/c² | S | C | B | Vita media secondi | Principale modo di decadimento |
| ---------- | ------- | -------------- | --------------------------------------------------------------------- | --------------------- | - | - | - | ------------------ | ------------------------------ |
| ρ0 (770)   | ρ0      | Sé stesso      | {\displaystyle \mathrm {\frac {u{\bar {u}}-d{\bar {d}}}{\sqrt {2}}} } | 776                   | 0 | 0 | 0 | 4×10−24            | π+ π-                          |
| ρ+ (770)   | ρ+      | ρ-             | {\displaystyle \mathrm {u{\bar {d}}} }                                | 776                   | 0 | 0 | 0 | 4×10−24            | π0 π+                          |
| ρ- (770)   | ρ-      | ρ+             | {\displaystyle \mathrm {d{\bar {u}}} }                                | 776                   | 0 | 0 | 0 | 4×10−24            | π0 π-                          |